# Cajón del Diablo
El Cajón del Diablo es una zona propuesta como Reserva especial de Biosfera que se encuentra al oeste del Estado de Sonora (México), entre los municipios de Hermosillo y Guaymas. Tiene una superficie de 147 000 hectáreas.

## Clima y zona
Es interesante notar que a pesar de ser un área relativamente pequeña el Cajón del Diablo cuenta con tres tipos cimáticos, de acuerdo a la clasificación de Koppen, modificada por García, tal como es publicado en los mapas climáticos de INEGI (ver mapas de tipos de clima y de efectos climáticos). Esta variación es indicadora de una diversidad de hábitat poco común en la región desértica y es de gran influencia en la alta riqueza biológica del sitio. El tipo climático dominante es el clima muy seco, subtipo muy seco cálido (BW (h') hw), con lluvias de verano y donde la precipitación invernal es del orden del 5 al 10.2%. Se encuentra ubicado en la parte centro, Noreste y Sur del área de estudio. Le sigue en cobertura geográfica el tipo clima muy seco, también del subtipo cálido, pero en estos lugares el porcentaje de precipitación invernal es superior al 10.2 %. Se ubica en la porción Noroeste, iniciándose en las cercanías de Punta el Mareño. Por último, en la región Sur, al Sureste de la Sierra el Aguaje existe el tercer tipo climático del área: el clima muy seco, subtipo semicálido con lluvias de verano, invierno fresco y donde la precipitación invernal va del 5 al 10.2%.
Es una zona en la que sus principales aspectos económicos son la agricultura de riego, pesquerías de camarón, de especies finas de escama; ganadería y ecoturismo.

## Conservación
Fue decretada en 1937 como reserva de caza por el Departamento Forestal y de Caza y Pesca de la Secretaría de Agricultura y Recursos Hidráulicos (SARH de aquí en delante), con el fin de preservar "...las especies conocidas comúnmente por Venado Cola Blanca, Venado Bura, Jabalí, Codorniz, Paloma Morada, Paloma de Alas Blancas y Huilota..." pero estudios de campo posteriores al decreto han hecho sospechar que algunas de ellas ya han desaparecido del sitio o al menos sus poblaciones se encuentran sujetas a fuertes presiones, especialmente las cinegéticas. Los límites marcados en el decreto original fueron: "...al Norte colinda con el distrito de Hermosillo, al Sur con el Rancho "La Pirinola"; al Este con los terrenos "El Potrero", "Ana Marina de la Puente", con el baldío "carrizo de Orozco" y con los terrenos denominados "Francisco Escobar"; por el Noreste colinda con la Bahía de Tastiota; y por el Oeste con baldío.". Sin embargo, con el paso del tiempo la nomenclatura de los predios cambia y aunado a que la reserva no recibe atención y mucho menos manejo por un período prolongado de tiempo, los límites se pierden y resulta difícil ubicarla de forma precisa. En la actualidad las dimensiones de esta reserva es materia de discusión y aún el Sistema Nacional de Áreas Protegidas (SINAP) tiene muy pocos datos de ella (Camacho, SINAP, com.per.). El 21 de diciembre de 1984, mediante un acuerdo formal, se realizó la transferencia de recursos entre la Secretaría de Desarrollo Urbano y Ecología (SEDUE) y la Secretaría de Agricultura y Recursos Hidráulicos (SARH) donde la reserva de caza

## Problemática
Presenta una serie de problemas:
1. La contaminación por el uso de agroquímicos
2. La extracción de pesquerías, leña y camaronicultura.
3. Modificación del entorno a causa del hombre.

## Flora
De acuerdo con los datos de INEGI (ver mapa de vegetación), la vegetación dominante en estas regiones es definitivamente el matorral sarcocaule, el cual cubre aproximadamente el 60% del área, principalmente en la parte de pendiente al centro y Sur. Le sigue en cobertura el matorral desértico microfilo, en la porción centro Norte y Noreste del área, mientras que la región restante se encuentra repartida entre los siguientes tipos de vegetación: matorral sarcocrasicaule, mezquital, áreas sin vegetación aparente, matorral crasicaule, vegetación halófita y regiones de agricultura con riego suspendido. Cabe notar que una importante porción al centro Norte (la Zona de Riego del Sahuaral) se encuentra actualmente bajo agricultura de riego. Existe, además de esta clasificación de la vegetación, una específica para el área (Felger y Lowe, 1976) la cual puede ser consultada en caso de requerir mayor información. Para los efectos prácticos de este trabajo la clasificación y mapas de INEGI cumplen con los requerimientos del proyecto.
Para la porción terrestre y sus inmediaciones se conocen 239 formas de plantas, distribuidos en 54 familias, números que pronto se verán superado cuando se publique el libro en preparación con la flora de la región, por Richard Felger (Felger, com.pers.). Para la Isla San Pedro Nolasco, de acuerdo con Cody et al (1983), se conocen a la fecha 68 formas distribuidas en 27 familias, pero creemos que esta lista es aun incompleta. En cuanto a flora de interés especial respecta, para el área de estudio hay mucho que decir:
- Opuntia reflexispina es una cactácea cuya única población conocida en el mundo se encuentra en el límite Norte del Cajón del Diablo (Bravo-Hollis, 1972).
- Lysiloma candida es una especie de leguminosa que encuentra principalmente en Baja California y presenta una población disyunta en la región conocida como Bahía San Pedro, misma situación en la que se encuentran Bourreria sonorae, algunas especies de Ambrosia y otras más que ya fueron enlistadas previamente.
- Euphorbia californica es una especie con muy pocas localidades conocidas en Sonora (solo tres de acuerdo con Hastings, Turner y Warren, 1972) y es posible encontrarla en la mencionada área protegida (Parra, 1991).
- La jojoba, Simmondsia chinensis, es la única especie de la familia simmondsiacea y esto es a causa de sus particulares características que la hacen tan diferente de otras plantas, separándola a este nivel taxonómico relativamente alto. Se encuentra restringida al desierto Sonorense (Hastings, Turner y Warren, 1972) y es susceptible de un aprovechamiento racional con fines comerciales. Existen importantes poblaciones de esta especie en el área.
- Psilotum nudum es una planta primitiva que usualmente se encuentra en áreas húmedas y templadas, aunque es una especie poco común. El Cañón del Nacapule es la única localidad conocida para una región desértica.
- Prosopis articulata, especie de mezquite endémico del Desierto Sonorense.
- Agave felgeri, A. chrysoglossa y A. colorata son tres especies de magueyes endémicos para Sonora y de distribución muy restringida (Gentry, 1972; Gentry, 1982). Las tres especies se distribuyen an el área de estudio.
- Echinocereus websterianus, Mammillaria multidigitata y Mammillaria tayloriorum son tres especies de cactos microendémicas para la isla San Pedro Nolasco y, por tanto, muy susceptibles al peligro de extinción.
- Acacia willardiana es un árbol endémico para el Desierto Sonorense y para Sonora (Hastings, Turner y Warren, 1972), encontrándose muy usualmente en hábitats rocosos en el área de estudio.

## Fauna
Para la región de estudio se conoce actualmente una gran riqueza de especies de fauna y eso se refleja en las publicaciones que ya desde principios de siglo aparecieron concernientes al conocimiento del número de especies. En resumen podemos decir que se encuentran al menos 799 especies de invertebrados en total para el área. De estas, nueve son endémicas al Golfo de California, siendo una esponja, un sipuncúlido, cinco gasterópodos y dos braquiuros (Brusca, 1980). Es conveniente remarcar la presencia de la estrella de mar Heliaster kubinijii, la que en épocas recientes mostró una fuerte declinación en sus poblaciones y llegó a ser considerada como candidata a enlistar bajo una categoría de protección.
En cuanto a peces estamos manejando aquellos estrictamente marinos ya que la porción terrestre carece de cuerpos de agua y corrientes de tipo permanentes, tal como se vio en la descripción hidrológica del área. Se conocen 283 especies (ver listado de peces) en total de los cuales 20 peces cartilaginosos (elasmobranquios) y 263 peces óseos (teleósteos).
Además, 193 especies (68.2%) de las 283 se encuentran restringidas a arrecifes rocosos, siendo 14 de ellas son endémicas para el Golfo de California.
89 especies están restringidas a fondos blandos (arena, lodo) y pelágicos, de las cuales, 2 son endémicas para el Golfo de California. Además, 41 de los 89 son visitantes ocasionales en los arrecifes rocosos (o pelágicos).
En lo que a mamíferos respecta, en el área se distribuyen 67 especies repartidas en 20 familias (ver listado de mamíferos) correspondiendo al 44.66% y al 71.42% de los mamíferos conocidos respectivamente en número de especies y familias para el estado de Sonora (Parra-Salazar y Quijada-Mascareñas, 1992), haciendo evidente la riqueza mastozoológica del sitio. Entre las especies de interés de este grupo podemos mencionar a Zalophus californianus, el lobo marino, especie considerada como de protección especial (SEDUE, 1991) y de la cual se encuentra al menos una lobera importante en la isla San Pedro Nolasco, cuya población cuenta con un promedio de 900 individuos (Le Boeuf, 1983; Zavala et al, inédito); el chichimoco, Tamias dorsalis sonorensis es una subespecie microendémica al área de estudio y de la cual actualmente se conoce muy poco, aunque por definición, un organismo con un rango distribucional tan reducido es altamente susceptible de desaparecer y debe por ello ser considerado como amenazado per se (Master, 1991). La especie fue descubierta para el área costera apenas en 1965 (Loomis y Stephens, 1965) y no fue sino hasta 1977 que Callahan y Davies la reconocen como una subespecie diferente. Desde la publicación de su descripción, son contados los trabajos que se han llevado a cabo con este mamífero y se desconocen aspectos tan básicos como la distribución actual, población y otros más. De hecho, las localidades de esta ardilla manejadas en este documento (ver mapa de elementos especiales) son en su mayoría inéditos y están en vía de ser publicados (R.Castillo-Gámez, en preparación) pero de ellos se desprende que casi la totalidad de la distribución de la especie se encuentra en el área de estudio.
Existe un murciélago llamado Myotis leibii cuya única localidad conocida para el estado de Sonora es en las cercanías de Guaymas, en el área de estudio. Este murciélago es raro y no se conocen más datos desde el registro en 1958 (Caire, 1978). Además, en general esta región muestra una especial abundancia de quirópteros (murciélagos), debido a la riqueza de hábitat y a la presencia del ecotono entre las provincias bióticas sinaloense y sonorense, de tal manera que el Cajón del Diablo, considerándolo como el área de estudio, es el límite distribucional Norte y Sur para un número considerable de especies, y esto es válido tanto para plantas como para animales.
Es necesario apuntar que en el listado de mamíferos aparecen algunas especies que se consideran dentro por rango distribucional, pero no hay registros recientes de su existencia, como es el caso de Ovis canadensis, y Erethizon dorsatum (Caire, op.cit).
Por otra parte, también encontramos en el Cajón del Diablo mamíferos de interés cinegético como el venado bura (Odocoileus hemionus) y el cola blanca (Odocoileus virginianus) que actualmente se encuentran bajo presión de cacería furtiva, la cual fue constatada en el presente estudio.
En la porción insular del área de estudio se conocen al menos una especie de roedor endémico para la isla, Peromyscus pembertoni, el cual, como se deduce lógicamente por el tamaño de la isla, es altamente sensible a cambios en el ecosistema y se encuentra pues en inminente peligro de desaparecer. De hecho, de acuerdo con lo manejado por el Centro de Datos para la Conservación de la Naturaleza en Sonora, existen actualmente amenazas por desplazamiento por otra especie del mismo género, P. boylei.
En materia de anfibios y reptiles se reportan para el Cajón del Diablo 52 especies de reptiles (ver lista de reptiles y lista de anfibios) en 14 familias y 10 especies de anfibios en 5 familias. Entre ellos se encuentran algunas especies de interés especial:
- Las tortugas marinas o caguamas son especies que han sufrido gran presión de explotación. Por ello el Gobierno Mexicano estableció una veda permanente a su explotación así como campañas de concientización para reducir el consumo de su carne y huevos. De las especies mexicanas, cuatro tienen ocurrencia en el área, aunque es conveniente notar que no hay registros de anidación. Las especies que ocurren en el área son:Caretta caretta, Chelonya midas, Dermochelys coriacea y Lepidochelys olivaceae.
- La corúa, mazacuata o boa constrictora, Boa constrictor imperator, encuentra su límite distribucional Norteño en Sonora, registrándose para el área de estudio. Actualmente la boa se encuentra bajo categoría de protección, pero a pesar de ello es usual su explotación para venta como mascotas.
- Dentro del grupo de los teidos (lagartijas colas de látigo o huicos), hay dos taxas de interés: Cnemidophorus burti burti que se encuentra restringida al desierto Sonorense y una especie en vías de ser descrita asignable al mismo género (Quijada-Mascareñas, Centro de Ecología, UNAM, com.per.).
- Heloderma suspectum es una de las tres únicas especies de lagartijas venenosas en el mundo, además de Heloderma horridum y Lanthanothus. Actualmente se encuentra enlistado por el gobierno federal, así como la tortuga de desierto Xerobates (=Gopherus) agasizii.
- En la isla San Pedro Nolasco se conocen actualmente al menos tres lagartijas endémicas: Phyllodactylus homolepidurus nolascoensis, Ctenosaura hemilopha nolascoensis y Uta nolascoensis (Soulé y Sloan, 1966).

Por aves encontramos 250 especies en 49 familias (ver listado de aves) representando el 52.74% de las especies y el 81.67% de las familias. Existen especies de interés ya sea por estar amenazadas o por su rareza. Entre ellas mencionaremos a: Ajaia ajaja, Ammodramus savannarum, Branta canadensis, Sterna elegans, Pandion haelietus, Sula leucogaster, Falco mexicanus y Falco peregrinus.
Hay que tomar en cuenta la presencia de especies de interés cinético, tales como Branta canadensis, algunas especies de codorniz (Callipepla gambelii, etc) y de palomas (Zenaida spp y Columbina spp), las cuales pueden en un momento dado utilizarse como fuente de ingreso a los lugareños, siempre y cuando sean aprovechados bajo el marco del aprovechamiento sostenido de los recursos.